# X Games
Les X Games (littéralement, « Jeux eXtrêmes ») sont une compétition annuelle de plusieurs sports dits extrêmes. Les jeux sont organisés et diffusés aux États-Unis (à Aspen, Colorado) par le réseau de télévision ESPN et comprennent deux saisons : les Winter X Games et les Summer X Games. Les meilleurs compétiteurs reçoivent des médailles d'or, d'argent et de bronze.
Les jeux sont également l'occasion de voir des groupes musicaux sur scène, ce qui leur donne une atmosphère de festival de musique.

## Historique
Les jeux d'été extrêmes ont été organisés pour la première fois en 1994 sous le nom First Extreme Games à Rhode Island, avec le support d'ESPN et principalement ESPN2, la chaîne consacrée à l'époque à ce type de sport[Lequel ?] et lancée quelques mois plus tôt. Les jeux seront renommés l'année suivante en « X Games » et se déroulent à Rhode Island (États-Unis). Par la suite, ils prennent le nom de « Summer X Games » pour les différencier des compétitions hivernales.
Devant le succès des jeux d'été extrêmes, ESPN lança les « Winter X Games », à Aspen aux États-Unis en 1997.
Si la version américaine existe depuis 1997, c'est en mars 2010 que naît la première version européenne de ce rendez-vous de l'hiver. Ainsi, ESPN s'associe à Canal+ Events (filiale événementielle de Canal +) pour coproduire les premiers « Winter X Games Europe ». Cette compétition, tout comme l'édition américaine, accueille les meilleurs athlètes freestyle de la planète. En concurrence avec Annecy-La Clusaz et La Plagne, c'est Tignes qui est désigné station hôte de cet événement pour la période 2010-2013 puis prolongé jusqu'à 2014. Le 3 octobre 2013, ESPN annonce l'arrêt du financement des X Games en dehors des États-Unis, à savoir à Barcelone, Munich et Tignes en Europe et Foz do Iguacu au Brésil, pour des raisons économiques, bien que l'édition de Tignes soit la seule qui soit rentable hors des États-Unis. En 2013, le Winter X-Games de Tignes a accueilli 117 000 spectateurs sur trois jours de compétition et était diffusé dans 184 pays. Toutefois, l'édition 2014 à Tignes est annulée après la décision d'ESPN. En réponse à cette annulation, la station de Tignes attaque en justice devant le tribunal de commerce de Chambéry le groupe ESPN. Finalement, la station hôte et l'organisateur trouvent un arrangement à l'amiable : ESPN verse à la station de Tignes un dédommagement d’un million d’euros.
Le 28 avril 2015, Maker Studios lance une campagne de création de contenu sur Marvel et sur les X Games d'ESPN,,.

## Compétitions

### Summer X Games
Ils comprennent :
- BMX
  - Stunt Vert

Ancien logo

  - Stunt Park (originellement Stunt Street)
  - Stunt Dirt
  - Stunt Flatland (plus disputée)
- Aggressive In-Line Skate
  - Vert
  - Descente (plus disputée)
    - Hommes
    - Femmes

  - Street (plus disputée)
    - Hommes
    - Femmes

  - Vert Triples (plus disputée)
- MotoX
  - Best Trick
  - Freestyle
  - Step Up
  - Superbike
- Skateboard
  - Big Air
  - Street
  - Vert
    - Hommes
    - Femmes
    - Best Trick

  - Vert Doubles (plus disputée)
- Streetluge (plus disputée)
- Rallye
  - Super Rally
  - Rallycross
- Surf
- Wakeboard
  - Hommes
  - Femmes
- Escalade
- Saut à l'élastique (supprimé)
- Sky surf (supprimé)
- gymkhana

### Winter X Games
Ils comprennent :
- Ski acrobatique
  - Skicross
    - Hommes
    - Femmes
    - Handisport

  - Slopestyle
  - SuperPipe
- Motocross
  - Best Trick
  - Big Air
- Snowboard
  - Big Air
  - Slopestyle
    - Hommes
    - Femmes

  - Boardercross
    - Hommes
    - Femmes

  - SuperPipe
    - Hommes
    - Femmes
- Motoneige
  - HillCross
  - SnoCross
  - Junior SnoCross
  - UltraCross

Logo des Winter X Games Europe

Pour la première année, huit épreuves étaient au programme :
- Ski
  - Superpipe, hommes et femmes
  - Slopestyle, hommes et femmes
- Snowboard
  - Superpipe, hommes et femmes
  - Slopestyle, hommes et femmes
- Motoneige
  - Démonstration

Le superpipe de Tignes mesure 220 mètres de long avec des murs atteignant 7 mètres de haut. Le parcours de slopestyle réunit lui huit modules.

## Liste des compétitions

### Summer X Games
- 2020 → Annulés (le 25 avril) en raison de la pandémie de Covid-19[8],[9].

| N° | Année | Édition             | Lieu(x)                        | Dates                      |
| -- | ----- | ------------------- | ------------------------------ | -------------------------- |
| –  | 1994  | First Extreme Games | TBD, RI                        | 1994                       |
| 01 | 1995  | X Games I           | Newport, RI Mount Snow, VT     | 24 juin – 1er juillet 1995 |
| 02 | 1996  | X Games II          | Newport, RI                    | 1996                       |
| 03 | 1997  | X Games III         | San Diego, CA                  | 20–28 juin 1997            |
| 04 | 1998  | X Games IV          | San Diego, CA                  | juin 1998                  |
| 05 | 1999  | X Games V           | San Francisco, CA              | 25 juin – 3 juillet 1999   |
| 06 | 2000  | X Games VI          | San Francisco, CA              | 17–22 août 2000            |
| 07 | 2001  | X Games VII         | Philadelphie, PA               | 17–22 août 2001            |
| 08 | 2002  | X Games VIII        | Philadelphie, PA               | 15–19 août 2002            |
| 09 | 2003  | X Games IX          | Los Angeles, CA                | 14–17 août 2003            |
| 10 | 2004  | X Games X           | Los Angeles, CA                | 5–8 août 2004              |
| 11 | 2005  | X Games XI          | Los Angeles, CA                | 4–7 août 2005              |
| 12 | 2006  | X Games XII         | Los Angeles, CA                | 3–6 août 2006              |
| 13 | 2007  | X Games XIII        | Los Angeles, CA                | 2–5 août 2007              |
| 14 | 2008  | X Games XIV         | Los Angeles, CA                | 31 juillet – 3 août 2008   |
| 15 | 2009  | X Games XV          | Los Angeles, CA                | 30 juillet – 2 août 2009   |
| 16 | 2010  | X Games XVI         | Los Angeles, CA                | 29 juillet – 1er août 2010 |
| 17 | 2011  | X Games XVII        | Los Angeles, CA                | 28–31 juillet 2011         |
| 18 | 2012  | X Games XVIII       | Los Angeles, CA                | 28 juin – 1er juillet 2012 |
| 19 | 2013  | X Games XIX         | Los Angeles, CA                | 1er–4 août 2013            |
| 20 | 2014  | X Games XX          | Austin, TX                     | 31 juillet – 3 août 2014   |
| 21 | 2015  | X Games XXI         | Austin, TX                     | 30 juillet – 2 août 2015   |
| 22 | 2016  | X Games XXII        | Austin, TX                     | 2–5 juin 2016              |
| 23 | 2017  | X Games XXIII       | Minneapolis, MN                | 13–16 juillet 2017         |
| 24 | 2018  | X Games XXIV        | Minneapolis, MN                | 19–22 juillet 2018         |
| 25 | 2019  | X Games XXV         | Minneapolis, MN                | 1er–4 août 2019            |
| 26 | 2020  | X Games XXVI        | Minneapolis, MN                | 17–19 juillet 2020         |
| 27 | 2021  | X Games XXVII       | Ramona / Riverside / Vista, CA | 14–18 juillet 2021         |
| 28 | 2022  | X Games XXVIII      | Ramona / Riverside / Vista, CA | 20–24 juillet 2022         |
| 29 | 2024  | X Games XXIX        | Ramona / Riverside / Vista, CA | 16–23 juillet 2023         |

### Winter X Games
| N° | Année | Édition              | Lieu(x)           | Dates                         |
| -- | ----- | -------------------- | ----------------- | ----------------------------- |
| 01 | 1997  | Winter X Games I     | Big Bear Lake, CA | 30 janvier – 2 février 1997   |
| 02 | 1998  | Winter X Games II    | Crested Butte, CO | 15–18 janvier 1998            |
| 03 | 1999  | Winter X Games III   | Crested Butte, CO | 1999                          |
| 04 | 2000  | Winter X Games IV    | Mount Snow, VT    | 3–6 février 2000              |
| 05 | 2001  | Winter X Games V     | Mount Snow, VT    | 1er–4 février 2001            |
| 06 | 2002  | Winter X Games VI    | Aspen, CO         | 1er–5 février 2002            |
| 07 | 2003  | Winter X Games VII   | Aspen, CO         | 30 janvier – 5 février 2003   |
| 08 | 2004  | Winter X Games VIII  | Aspen, CO         | 22–25 janvier 2004            |
| 09 | 2005  | Winter X Games IX    | Aspen, CO         | 29 janvier – 1er février 2005 |
| 10 | 2006  | Winter X Games X     | Aspen, CO         | 26–31 janvier 2006            |
| 11 | 2007  | Winter X Games XI    | Aspen, CO         | 25–28 janvier 2007            |
| 12 | 2008  | Winter X Games XII   | Aspen, CO         | 24–27 janvier 2008            |
| 13 | 2009  | Winter X Games XIII  | Aspen, CO         | 21–25 janvier 2009            |
| 14 | 2010  | Winter X Games XIV   | Aspen, CO         | 28–31 janvier 2010            |
| 15 | 2011  | Winter X Games XV    | Aspen, CO         | 27–30 janvier 2011            |
| 16 | 2012  | Winter X Games XVI   | Aspen, CO         | 26–29 janvier 2012            |
| 17 | 2013  | Winter X Games XVII  | Aspen, CO         | 24–27 janvier 2013            |
| 18 | 2014  | Winter X Games XVIII | Aspen, CO         | 23–26 janvier 2014            |
| 19 | 2015  | Winter X Games XIX   | Aspen, CO         | 22–25 janvier 2015            |
| 20 | 2016  | Winter X Games XX    | Aspen, CO         | 28–31 janvier 2016            |
| 21 | 2017  | Winter X Games XXI   | Aspen, CO         | 26–29 janvier 2017            |
| 22 | 2018  | Winter X Games XXII  | Aspen, CO         | 25–28 janvier 2018            |
| 23 | 2019  | Winter X Games XXIII | Aspen, CO         | 24–27 janvier 2019            |
| 24 | 2020  | Winter X Games XXIV  | Aspen, CO         | 23–26 janvier 2020            |
| 25 | 2021  | Winter X Games XXV   | Aspen, CO         | 29–31 janvier 2021            |
| 26 | 2022  | Winter X Games XXVI  | Aspen, CO         | 21–23 janvier 2022            |

### Winter X Games Europe
- 2014 → Annulés par ESPN (À l'automne, l'organisateur américain des X Games avait annoncé la suppression de cette manifestation de freestyle à Tignes. La station savoyarde avait décidé de porter plainte. Les deux parties sont finalement parvenues à un accord.)

| N° | Année | Édition                    | Lieu(x) | Dates              |
| -- | ----- | -------------------------- | ------- | ------------------ |
| 01 | 2010  | Winter X Games Europe I    | Tignes  | 10–12 mars 2010    |
| 02 | 2011  | Winter X Games Europe II   | Tignes  | 16–18 mars 2011    |
| 03 | 2012  | Winter X Games Europe III  | Tignes  | 14–16 mars 2012    |
| 04 | 2013  | Winter X Games Europe IV   | Tignes  | 20–22 mars 2013    |
| 05 | 2014  | Winter X Games Europe V    | Tignes  | 19–21 mars 2014    |
| 06 | 2016  | Winter X Games Europe VI   | Oslo    | 24–28 février 2016 |
| 07 | 2017  | Winter X Games Europe VII  | Hafjell | 8–11 mars 2017     |
| 08 | 2018  | Winter X Games Europe VIII | Fornebu | 18–20 mai 2018     |
| 09 | 2019  | Winter X Games Europe IX   | Fornebu | 31 août 2019       |
| 10 | 2020  | Winter X Games Europe X    | Hafjell | 7–8 mars 2020      |
| 11 | 2021  | Winter X Games Europe XI   | Hafjell | 7–8 mars 2021      |

### Summer X Games Europe Tour
| N° | Année | Édition                       | Lieu(x)   | Dates           |
| -- | ----- | ----------------------------- | --------- | --------------- |
| 01 | 2013  | Summer X Games Europe Tour I  | Barcelone | 16–19 mai 2013  |
| 02 | 2013  | Summer X Games Europe Tour II | Munich    | 27–30 juin 2013 |

## Autres

### X Games Brésil
La 1re édition s'est déroulée à Foz do Iguaçu en 2013.

## Sources
- Cet article est partiellement ou en totalité issu de l'article intitulé « Winter X Games Europe » (voir la liste des auteurs).